# 街道口駅
座標: 北緯30度31分44秒 東経114度20分52秒 / 北緯30.52889度 東経114.34778度

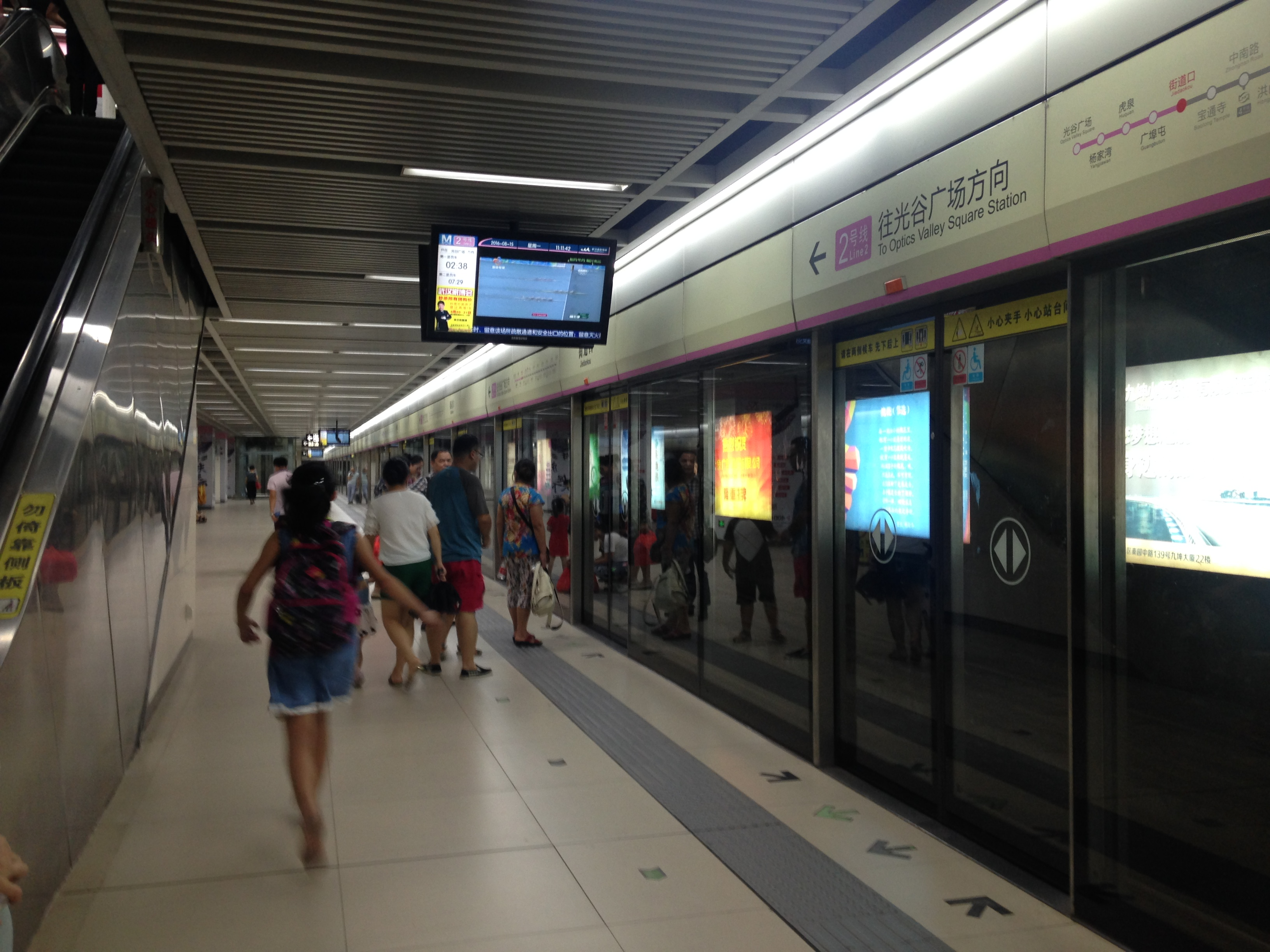
ホーム

街道口駅（かいどうこうえき）は中華人民共和国湖北省武漢市洪山区に位置する武漢地下鉄2号線の駅である。将来に8号線との乗換駅となる計画がある。

## 駅構造
島式ホーム1面2線の地下駅である。出口は4か所がある。

## 駅周辺
- 武漢理工大学
- 武漢大学情報科学学部

## 歴史
- 2012年12月28日 - 2号線開業。

## 隣の駅
武漢地下鉄
■2号線
宝通寺駅 - 街道口駅 - 広埠屯駅